# Tribunal de première instance (Cameroun)
 (février 2014).
Si vous disposez d'ouvrages ou d'articles de référence ou si vous connaissez des sites web de qualité traitant du thème abordé ici, merci de compléter l'article en donnant les références utiles à sa vérifiabilité et en les liant à la section « Notes et références ».
Pour les autres articles nationaux ou selon les autres juridictions, voir Tribunal de première instance.
Au Cameroun, la compétence territoriale du tribunal de première instance s'étend à l'arrondissement, toutefois, suivant les nécessités de service, le ressort du dit tribunal peut être étendu à plusieurs arrondissements par décret du président de la république. (Art. 13 Alinéa 1er de la loi N° 2006/015 du 29 décembre 2006 portant organisation judiciaire au Cameroun.) 
Le tribunal de première instance est compétent :
- en matière pénale : pour le jugement de toute infraction à l'exception des crimes ; mais il est compétent pour connaitre des crimes commis par des mineurs sans coauteur ou complice majeur ;
- en matière civile, commerciale et sociale lorsque le montant de la demande n'excède pas 10. 000 000 (dix millions de francs) CFA ;
  - pour statuer sur les procédures en référé et ordonnance sur requête ;
  - pour le recouvrement des créances commerciales par des procédures simplifiées.

Toute affaire soumise au tribunal de première instance est jugée par un seul magistrat, sauf en matière sociale.